# Pachycondyla clarki
Pachycondyla clarki är en myrart som först beskrevs av Wheeler 1934.  Pachycondyla clarki ingår i släktet Pachycondyla och familjen myror. Inga underarter finns listade i Catalogue of Life.